# 순간은 영원히
"순간은 영원히"는 1966년 공개된 대한민국의 영화이다.

## 배역
- 남궁원
- 김혜정
- 윤일봉